# يان بلاتني
جان بلاتني ( 24 اذار 1970) هو طبيب ومعلم و سياسي تشيكي. في 29 تشرين اول 2020 تم تعيينه وزير لصحة في جمهورية التشيك من قبل رئيس الوزراء اندريه بابيش بعد استقالة رومان بريمولا. و في 7 نيسان تم استبداله ببيتر ارينبيرجر.